# 黎巴嫩—美國關係
黎巴嫩－美國關係兩國之間的正式外交關係始於1944年，當時美國外交官喬治·沃茲沃斯向黎巴嫩遞交了特使國書。黎巴嫩和美國一直維持緊密的關係，並在多個時刻獲得美國的經濟援助。黎巴嫩民眾對美國的態度存在分歧，約40%至45%的人持正面看法。這種看法在宗教信仰上也有所區分，一般而言，黎巴嫩的穆斯林（尤其是真主黨）對美國的態度較為保留，而黎巴嫩的基督徒則傾向於親美。